# HD 17156 c
HD 17156 c는 지구로부터 카시오페이아자리 방향으로 약 255광년 떨어진 곳에 있는 항성 HD 17156을 돌고 있을 것으로 추측되는 외계 행성 후보이다. 이 행성의 최소 질량은 목성의 0.063배 또는 지구의 20배이며 별을 111.314일 또는 0.305년에 1회 돈다. 질량으로 보아 이 별은 해왕성과 비슷한 덩치이다. 항성으로부터 떨어진 거리는 0.481 천문단위이며 공전 궤도는 약간 찌그러져 있다.
HD 17156 c는 2008년 보다 안쪽을 도는 HD 17156 b와의 섭동 효과를 통해 존재가 제기되었다. 연구 결과는 Astrophysical Journal Letters에 2008년 3월 20일 게재되었고 6월 14일 개정판이 올라왔다.

## 참고 문헌
- Donald Short, William F. Welsh, Jerome A. Orosz, Gur Windmiller (2008). “Orbital Dynamics Of A Second Planet In HD17156”. 《ApJ. Letters》. arXiv:0803.2935 [astro-ph]. 2020년 7월 16일에 원본 문서에서 보존된 문서. 2008년 8월 6일에 확인함.